# Bazilika Mariatrost
Bazilika Mariatrost (česky Bazilika Panny Marie Utěšitelky) je poutní místo ve Štýrském Hradci v Rakousku. Komplex poutního kostela a kláštera vznikl v 18. století ve slohu baroka v letech 1714–1724, výzdoba interiérů byla dokončena až v roce 1779. V minulosti patřil kostel různým církevním řádům, v roce 1996 přešel do správy diecéze Graz-Seckau. Od roku 1999 má kostel statut basilica minor.

## Historie

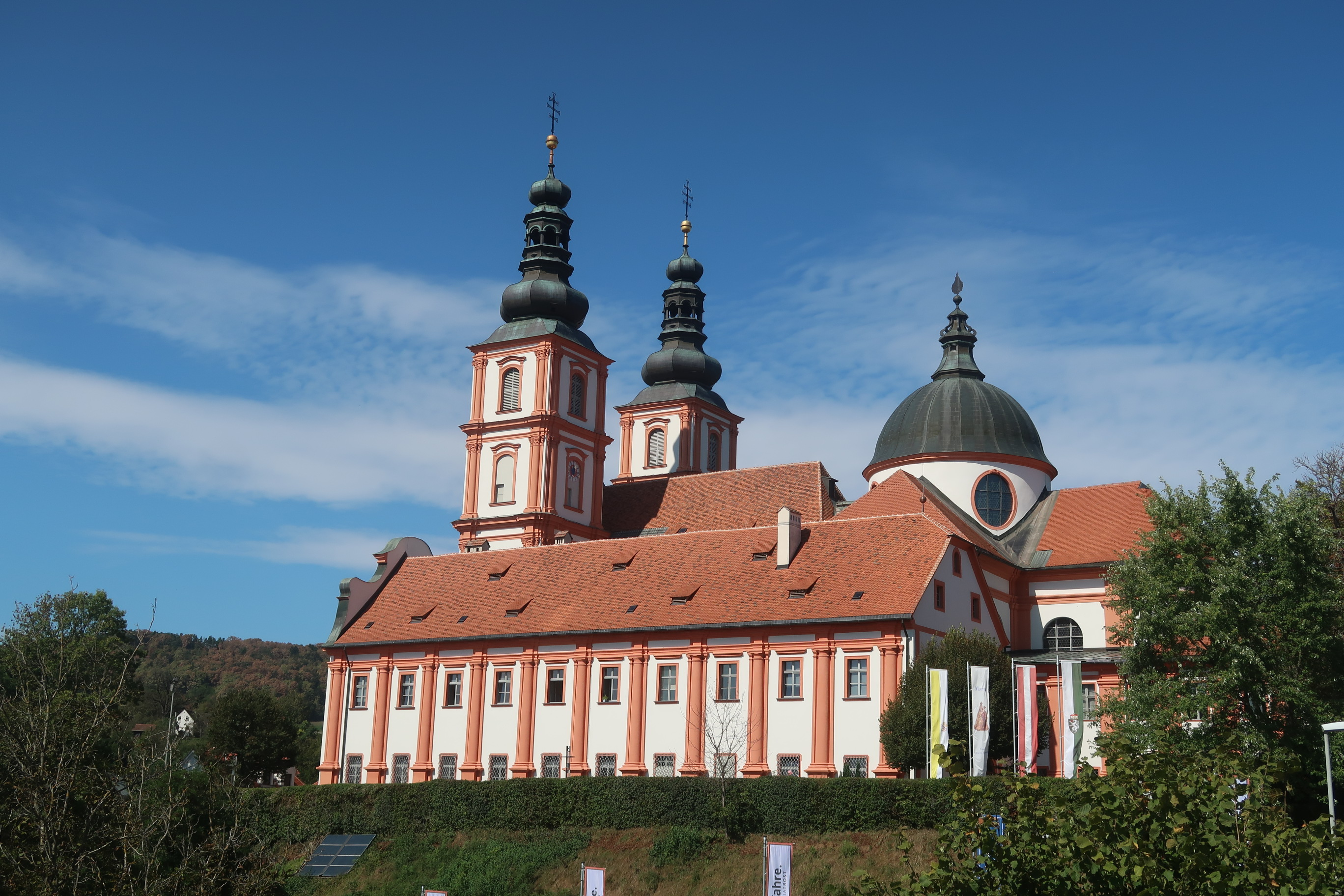
Pohled na areál baziliky a kláštera ze hřbitova

Historie poutí na kopec Purberg (470 m.n.m.) sahá do 15. století, předmětem uctívání byla posvátná soška Panny Marie pocházející původně z kláštera Rein nedaleko Štýrského Hradce. Soška byla umístěna v kapli zámku Purberg. Poutníci sem mířili nejen z rakouských zemí, ale také z Uher nebo Chorvatska. V roce 1708 tehdejší majitel zámku Franz Kaspar Conduzzi věnoval sošku řádu paulánů, kteří krátce poté přistoupili k vybudování poutního chrámu.
Základní kámen byl položen 18. září 1714 a projekt vypracoval architekt Andreas Stengg. Výstavbu dokončil v roce 1724 jeho syn Johann Georg Stengg. První bohoslužby se zde konaly již v roce 1719, krátce poté nařídil císař Karel VI. vybudovat sem silnici ze Štýrského Hradce. Úplně dokončen byl kostel až v roce 1779 zbudováním bohatě zdobené kazatelny.
Za Josefa II. byl klášter paulánů v roce 1786 zrušen a kostel se stal farním. Budovy kláštera byly pronajaty soukromníkům a sloužily jako stáje. V roce 1846 byl kostel předán františkánům, kteří se o něj starali více než 150 let. V roce 1996 jej do správy převzala štýrskohradecko-sekovská diecéze a od té doby zajišťují chod kostela faráři dosazovaní biskupem. V roce 1999 byl kostelu papežem Janem Pavlem II. udělen titul basilica minor.

## Stavební podoba a interiér

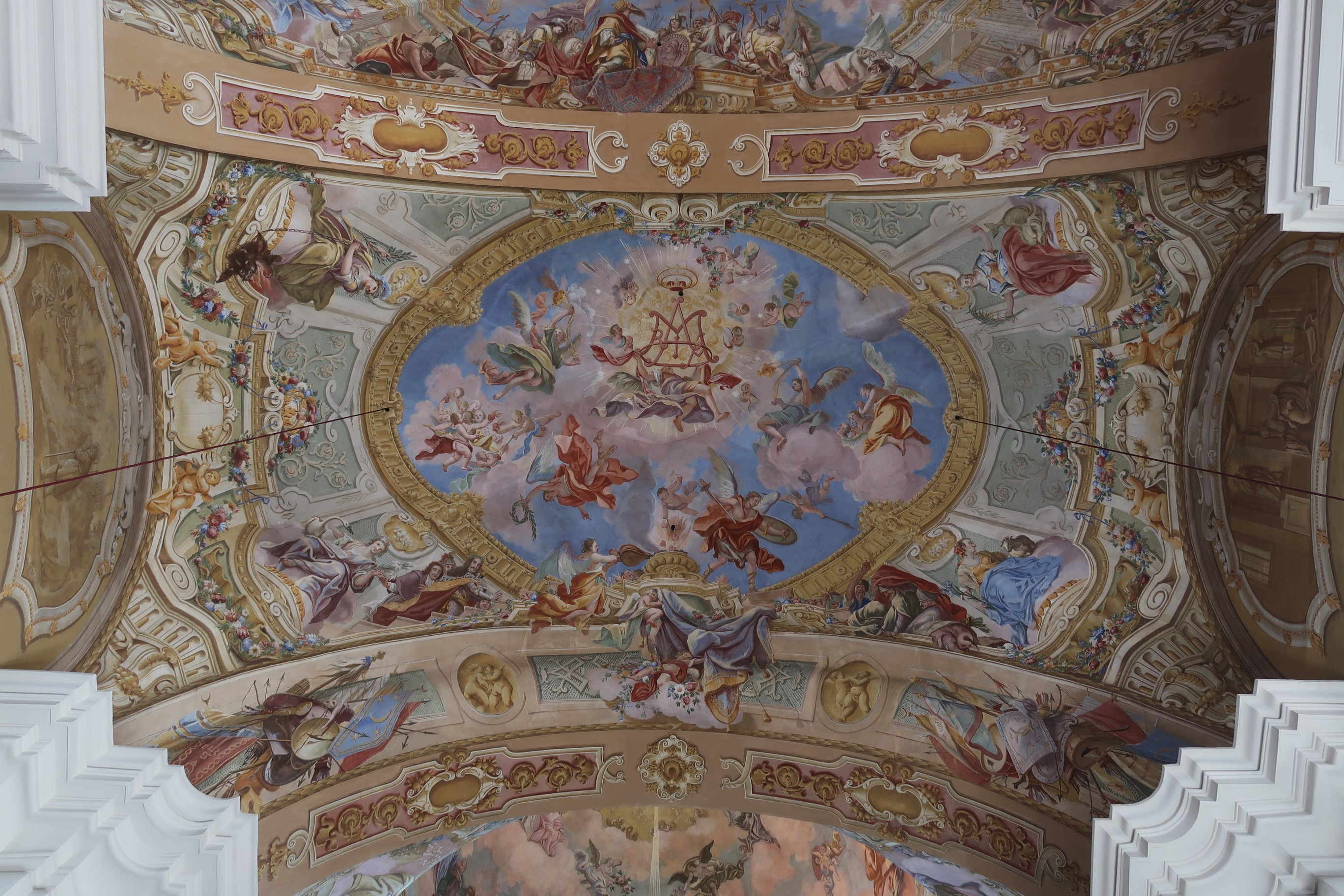
Nástropní freska zobrazující díkůvzdání Panně Marii za vitězství u Vídně nad Turky (1683)

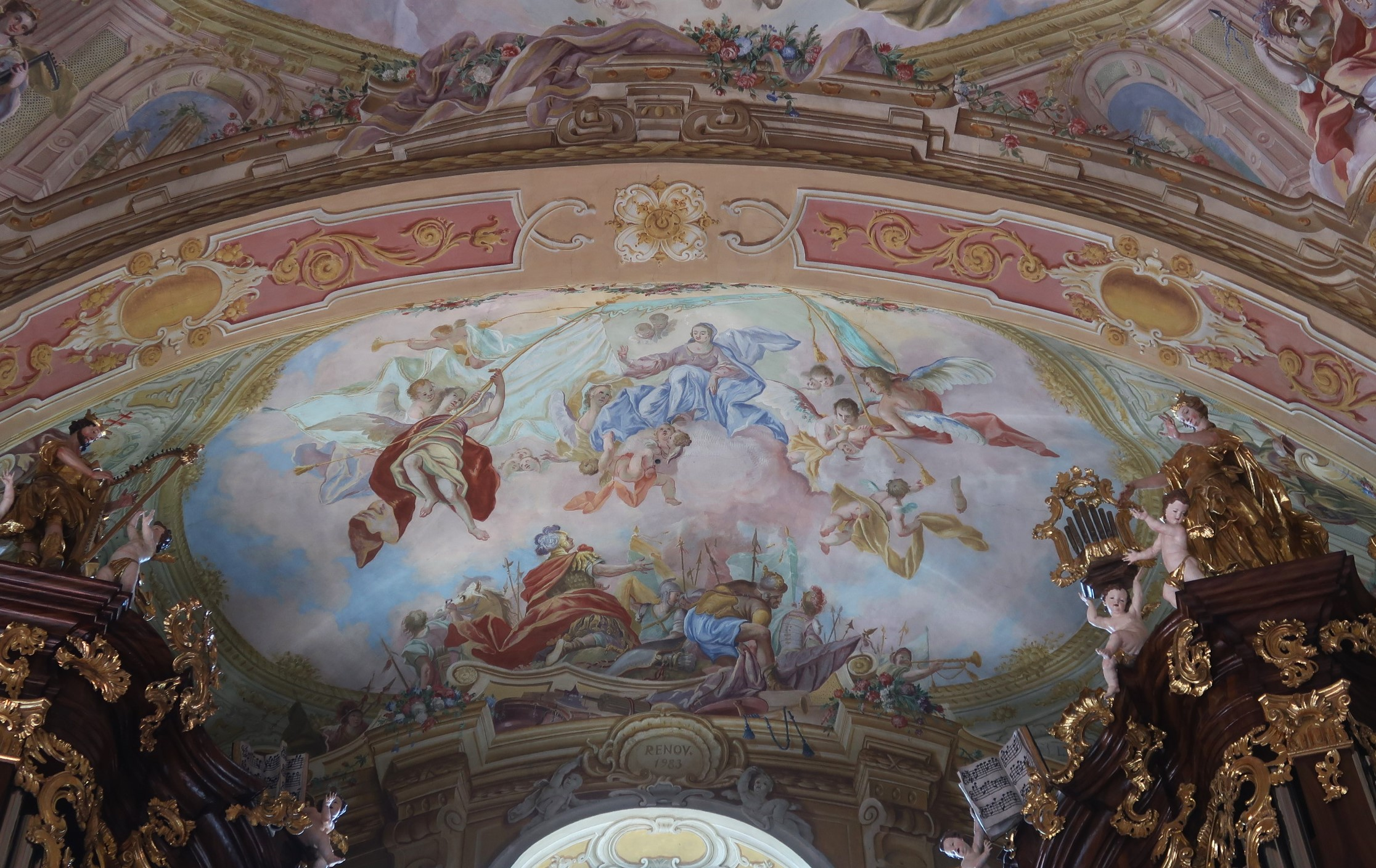
Freska nad varhanami vyobrazující poděkování Dona Juana Panně Marii za vítězství u Lepanta (1571)

Poutní chrám byl vystavěn ve stylu vrcholného baroka. Vzorem pro zbudování kostela byl chrám Il Gesù v Římě. Na rozdíl od předlohy je hlavní průčelí kostela Mariatrost obohaceno dvěma věžemi, které s výškou 61 metrů vytváří z objektu zdaleka viditelnou dominantu. V zadní části je kostel zakončen mohutnou kupolí. Ze tří stran byl kostel obestavěn barokními budovami kláštera. Na starších vyobrazeních má kostel bílou fasádu, od poloviny 20. století měl žlutou barvu. Při poslední rekonstrukci fasády byly objeveny zbytky nejstarších omítek a při obnově v letech 2021–2022 dostal kostel červenou barvu, která pravděpodobně odpovídá původní podobě.
Hlavní oltář je mistrovskou prací barokního sochařství, jeho donátorem byl tehdejší sekovský biskup hrabě Franz Anton von Wagensperg. Na oltáři je umístěna zmíněná soška Panny Marie z roku 1465.
Interiér kostela vyniká bohatou freskovou výzdobou, která vznikala v letech 1733–1754, jejími autory byli Lukas von Schram a Johann Baptist Scheidt. Freska v kupoli znázorňuje Pannu Marii jako Královnu nebes. Tématem několika fresek je vyobrazení Panny Marie jako pomocnice ve vojenských vítězstvích Habsburků. Centrální části kostela dominuje nástropní freska zobrazující díkůvzdání císaře Leopolda I. za vítězství nad Turky u Vídně v roce 1683. Nad varhanami je freska ztvárňující úlohu Panny Marie při triumfu Dona Juana nad Turky u Lepanta. Současné varhany jsou z roku 1993, původní renovovaný, ale nefunkční nástroj je umístěn v kupoli.
Z ulice Kirchbergstrasse vede ke kostelu 216 schodů (tzv. Andělské schodiště). U úpatí schodiště je umístěna socha sv. Josefa, podél schodů je pak rozmístěno několik dalších uměleckých děl, například bronzová socha archanděla Gabriela (Erwin Huber, 2000).
Spolu s Mariazellem je Mariatrost nejvýznamnějším poutním místem nejen ve Štýrsku, ale i v rámci celého Rakouska.